# Pirimidine

Un generico anello pirimidinico

Le pirimidine sono basi azotate presenti negli acidi nucleici. Le loro molecole sono formate da un anello eterociclico azotato derivato dalla pirimidina, al contrario delle purine che constano invece di due anelli, come la purina da cui derivano. Le pirimidine più note sono la citosina, la timina e l'uracile dal momento che fungono come basi azotate del DNA e dell'RNA (l'uracile).

## Biosintesi delle pirimidine
La sintesi delle pirimidine avviene utilizzando alcuni amminoacidi come fonti di carbonio e azoto (glutammina e aspartato), la CO2 come fonte di carbonio e ossigeno, l'ATP come fonte di energia e porta alla formazione di uridina-5-monofosfato (UMP) che è il precursore del CTP per mezzo dell'UTP. Il processo richiede 6 tappe per arrivare alla UMP ed è meno complesso della biosintesi delle purine. Non tutti gli enzimi sono citosolici, a differenza della biosintesi delle purine.
- Tappa 1: La glutammina reagisce con CO2 e 2 ATP per mezzo della carbamilfosfato sintetasi II (CPS II) dando origine a carbamilfosfato, 2 ADP+Pi e glutammato. La CPS II è inibita da UTP ma attivata da PRPP e da ATP. È l'unico enzima che sintetizza carbamilfosfato al di fuori del fegato, ma anche nel fegato quando è in corso un'intossicazione da ammoniaca CPS I (che è mitocondriale) produce carbamilfosfato e questo dopo tre reazioni è trasformato in orotato che viene espulso con l'urina. È inoltre il più importante sito di regolazione della sintesi delle pirimidine.
- Tappa 2: Il carbamilfosfato reagisce con aspartato per mezzo della aspartato carbamiltransferasi per dare N-carbamilaspartato e fosfato inorganico.
- Tappa 3: L'N-carbamilaspartato viene trasformato dalla diidroorotasi in diidroorotato. Gli enzimi delle tappe 1, 2 e 3 si trovano su un unico complesso proteico detto CAD.
- Tappa 4: Il diidroorotato reagisce con il NAD+ per mezzo della diidroorotato deidrogenasi per dare orotato (acido orotico) e NADH+H+. L'enzima diidroorotato deidrogenasi è mitocondriale (unica tappa mitocondriale delle sei).
- Tappa 5: L'orotato reagisce con PRPP per mezzo della orotato fosforibosiltransferasi e da orotidina-5-monofosfato (OMP) e pirofosfato.
- Tappa 6: L'OMP è decarbossilata perdendo CO2 dalla OMP decarbossilasi e trasformata in uridina-5-monofosfato (UMP). L'orotato fosforibosiltransferasi e l'OMP decarbossilasi si trovano su un unico complesso proteico, l'UMP sintasi, la cui deficienza provoca aciduria orotica ereditaria. L'OMP decarbossilasi è inibita da UMP, cioè dal suo prodotto.

L'UMP reagisce con ATP per mezzo dell'UMP chinasi per dare uridina-5-trifosfato (UTP) e ADP+P. L'UTP reagisce con la glutammina e ATP per mezzo della CTP sintetasi per dare citosina-5-trifosfato (CTP), ADP+P e glutammato. La glutammina serve per donare un gruppo amminico a UTP, attaccato alla molecola dall'enzima. Lo stesso CTP inibisce la CTP sintetasi quando in eccesso, regolandola e regolando anche il rapporto tra UTP e CTP all'interno della cellula.

## Vie di salvataggio delle pirimidine
Analogamente alle purine, anche per le pirimidine esistono vie di salvataggio. Una pirimidina (timina, uracile, citosina, orotato) reagisce con PRPP per mezzo di una pirimidina fosforibosil transferasi per dare il corrispondente nucleoside pirimidinico più pirofosfato. Negli eritrociti l'enzima non converte la citosina.